# زنده‌باد مخالف من
زنده‌باد مخالف من یک شعار سیاسی است که برای پاسداشت آزادی بیان توسط سید محمد خاتمی در دولت اصلاحات بیان شد. دامنه تعابیر این شعار ستایش آزادی بیان، توسعه سیاسی، مردم سالاری، دموکراسی، تلاش برای رسیدن جامعه مدنی، لیبرال دموکراسی است.

## تاریخچه
دولت اصلاحات آغازگر توسعه سیاسی در ایران بود، از این جهت شعارهای، ایران برای همه ایرانیان و زنده باد مخالف من در این دوران مطرح شد. زنده باد مخالف من به جهت پاسداشت آزادی بیان، دموکراسی، آزادی مطبوعات در سال ۱۳۷۶ بیان شد. از اهداف این شعار جلوگیری از خودکامگی حاکمیت و تکامل فکری سیاسیون و گفتمان اصلاحات با سایر جناح‌ها بود.

## بازخوردها
- سید محمد خاتمی این شعار احساساتی نبود و من معتقدم اگر مخالفی وجود داشته باشد، من می‌توانم تکامل پیدا کنم، قوی باشم و اشتباهات خود را اصلاح کنم.
- مصطفی تاجزاده زنده باد مخالف من همان حقی که من برای داشتن حزب، روزنامه و معرفی نامزد انتخاباتی حق دارم، این حق را برای همه قائل شوم. اصلاح‌طلبان مادام که از این حق دفاع می‌کنند طرفدار شعار زنده باد مخالف من هستند. اما اگر به جایی برسند که با استفاده فلان جناح از حقوقش به این دلیل که مخالف دیدگاه آنهاست، مخالفت کنند، به مسیری ضد اصلاحی افتاده‌اند و شعارشان با تغییری ماهوی به زنده باد موافق من تبدیل می‌شود
- علی حکمت رئیس اسبق انجمن مطبوعات: زنده باد مخالف من یا ضرورت ایجاد فضاهای نقد و نقادی در جامعه و تبلیغ این تفکر تأثیرات مثبتی در عرصهٔ مطبوعات و رسانه‌ها بگذارد.
- معصومه ابتکار ما به این شعار معتقدیم
- محمدرضا صالحی استاندار سابق خراسان شمالی: پیامبر الگو زنده باد مخالف من بود
- مهدی کروبی دربارهٔ زنده باد مخالف من، گفت: دانشجو باید تحمل داشته باشد، ما باید با دنیا تعامل داشته باشیم و دولت باید به‌طور منطقی گفتگو کند و حرف نسنجیده نزند.[۱][۲][۳][۴][۵][۶][۷][۸][۹][۱۰][۱۱]